# Crius
Crius (greaca veche: Κρεῖος, Κριός) a fost unul dintre titani, fiul titanilor Uranus și Geea.
Căsătorit cu Euribia, fiica Geei și a lui Pontus, a fost tatăl lui Astraios, Pallas și Perses.